# Ferdinand Schröffel ze Schröffenheimu

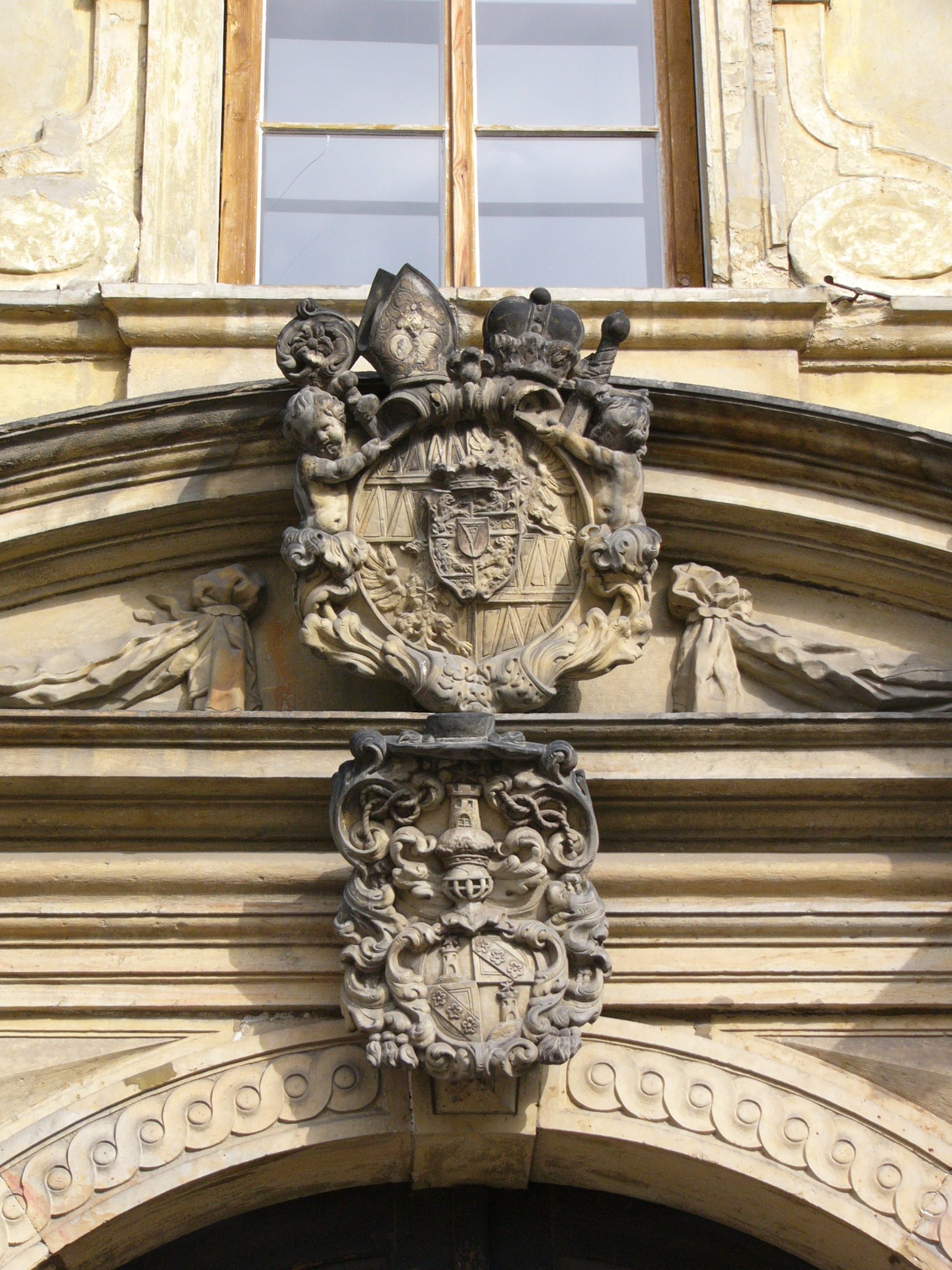
Znak Ferdinanda Schröffela (spodní) na fasádě kanovnické rezidence Wurmova 13

Mons. Ferdinand Schröffel ze Schröffenheimu (28. ledna 1645, Olomouc – 28. srpna 1702, Olomouc) byl olomoucký kanovník a prelát, farář u sv. Mořice v Olomouci a od roku 1696 titulární biskup sebastánský a světící biskup olomoucký.